# Front du Caucase
Le front du Caucase est un front de l'Armée rouge durant la Seconde Guerre mondiale.
Il fut créé le 30 décembre 1941 en substitution du Front Transcaucasien. Le lieutenant général Dmitri Timofeïevitch Kozlov en prit le commandement. Il comprenait les 44e (en), 47e et 51e armées.
Le 28 février 1942, ses forces furent transférées au nouveau Front de Crimée et au District militaire transcaucasien.